# ワルク (小惑星)
ワルク (2276 Warck) は、小惑星帯の小惑星。ウジェーヌ・デルポルトがベルギー王立天文台で発見した。
デルポルトの孫娘、イヴリン・ワルクから名付けられた。